# Йорданія
Йорда́нія (араб. الأردن, тр. Al-ʾUrdunn [al.ʔur.dunː] Аль-Урдун), офіційна назва — Йорда́нське Хашимі́тське Королі́вство (араб. المملكة الأردنية الهاشمية, тр. Al-Mamlakah al-’Urdunniyyah Al-Hāshimiyyah) — країна, яка знаходиться на південному заході Азії, межує на півночі із Сирією, північному сході — з Іраком, на сході й південному сході — з Саудівською Аравією, на заході — з Ізраїлем. На півдні Йорданію омиває Акабська затока. Площа — 89 206 км². Західний берег був переданий Йорданії у 1950 році, але у 1967 році окупований Ізраїлем, площа 5879 км². Столиця країни — Амман.
Офіційною мовою є сучасний стандарт арабської мови (англ. Modern Standard Arabic, MSA) — літературна мова, яку викладають у школах. Більшість йорданців розмовляють на діалекті, відомому як йорданська арабська. Англійська, хоч і без офіційного статусу, широко розповсюджена у країні та є де-факто мовою комерції й банкінгу, а також має спів-офіційний статус у сфері освіти: майже всі заняття в університетах проводяться англійською та майже у всіх державних школах викладають англійську на рівні з арабською.

## Географія
Межує на півночі з Сирією — 379 км; на північному сході з Іраком — 179 км; на сході та півдні з Саудівською Аравією — 731 км; на заході з Ізраїлем — 307 км + сектор Західний берег річки Йордан — 148 км. Сухопутні кордони загалом — 1777 км. На півдні має вихід до Акабської затоки Червоного моря — 26 км.
Рельєф: пустельне гірське плато на сході, рифтові долини відокремлюють східний і західний береги річки Йордан.
Ваді-Рам — пустеля, відома також як Місячна долина. Вона унікальна завдяки своїм рудуватим, рожевим, червоним та темно-бордовим гранітним скелям. Голлівудські режисери неодноразово використовували пустелю як знімальний майданчик. Тут відбувалися зйомки деяких епізодів «Трансформерів» та майже всього фільму «Червона планета», в якому пустеля Ваді-Рум стала поверхнею Марса.

## Клімат
Клімат в Йорданії субтропічний, сухий зі спекотним літом. Чим далі вглиб країни від Середземного моря, тим більший контраст температур спостерігається і тим менше опадів там випадає. Середня висота країни становить 812 м. У нагір'ях над долиною річки Йордан, горах Мертвого моря і Ваді-ель-Араба переважає середземноморський клімат, а східні та північно-східні райони країни є посушливою пустелею. Хоч у пустельній частині Йорданії висока температура повітря, клімат пом'якшується низькою вологістю, денним бризом та прохолодою вночі.
Літо, яке триває з травня по вересень, жарке й сухе, із середньою температурою близько 32 °C, а в період з липня по серпень іноді й вище 40 °C. Зима, яка триває з листопада по березень, відносно прохолодна, з температурою в середньому близько 13 °C. Взимку часті зливи, в найбільш піднесених частинах країни іноді випадає сніг, але швидко тане.

## Пам'ятки культури
Петра — стародавнє місто в долині Арави у каньйоні Сик, столиця древнього Едомського царства. Місто Петра є одним із чудес світу та внесене ЮНЕСКО до списку об'єктів світової спадщини. Місто століттями ретельно приховувалось жителями пустелі бедуїнами від чужого ока і було відкрите тільки на початку XIX століття швейцарським науковцем Йоганном Людвігом Буркгардтом. На цей час є одним із найвідвідуваніших туристами місць у світі.
У першій половині 2008 року на території Йорданії група археологів знайшла будівлю, яка за всіма ознаками є першою християнською церквою у світі. Будинок зведено між 33 та 70 роками н. е. Ця церква розташована у місцевості Ріхаб, яка за 40 кілометрів на північний схід від Аммана, під землею. Над нею збудовано іншу церкву, яка має назву св. Георгія і збереглася до наших часів. До «першої церкви» ведуть сходи, вона має округлу форму, а всередині є кілька кам'яних лав. На цвинтарі, який прилягає до церкви, знайдено кераміку III—VII століть. Абдул Кадер Хасан, глава йорданського Центру археологічних досліджень, наголосив, що це сенсаційне відкриття, оскільки є докази, які дозволяють стверджувати, що в цій церкві збиралися перші християни, тобто 70 учнів Ісуса, які втекли з Єрусалиму, згадка про яких міститься в Євангелії від Луки. Річ у тому, що на одній із мозаїк церкви є згадка про «70 улюбленців Ісуса». На думку археологів, цей храм слугував першим християнам і місцем релігійних відправ, і житлом, і хованкою.

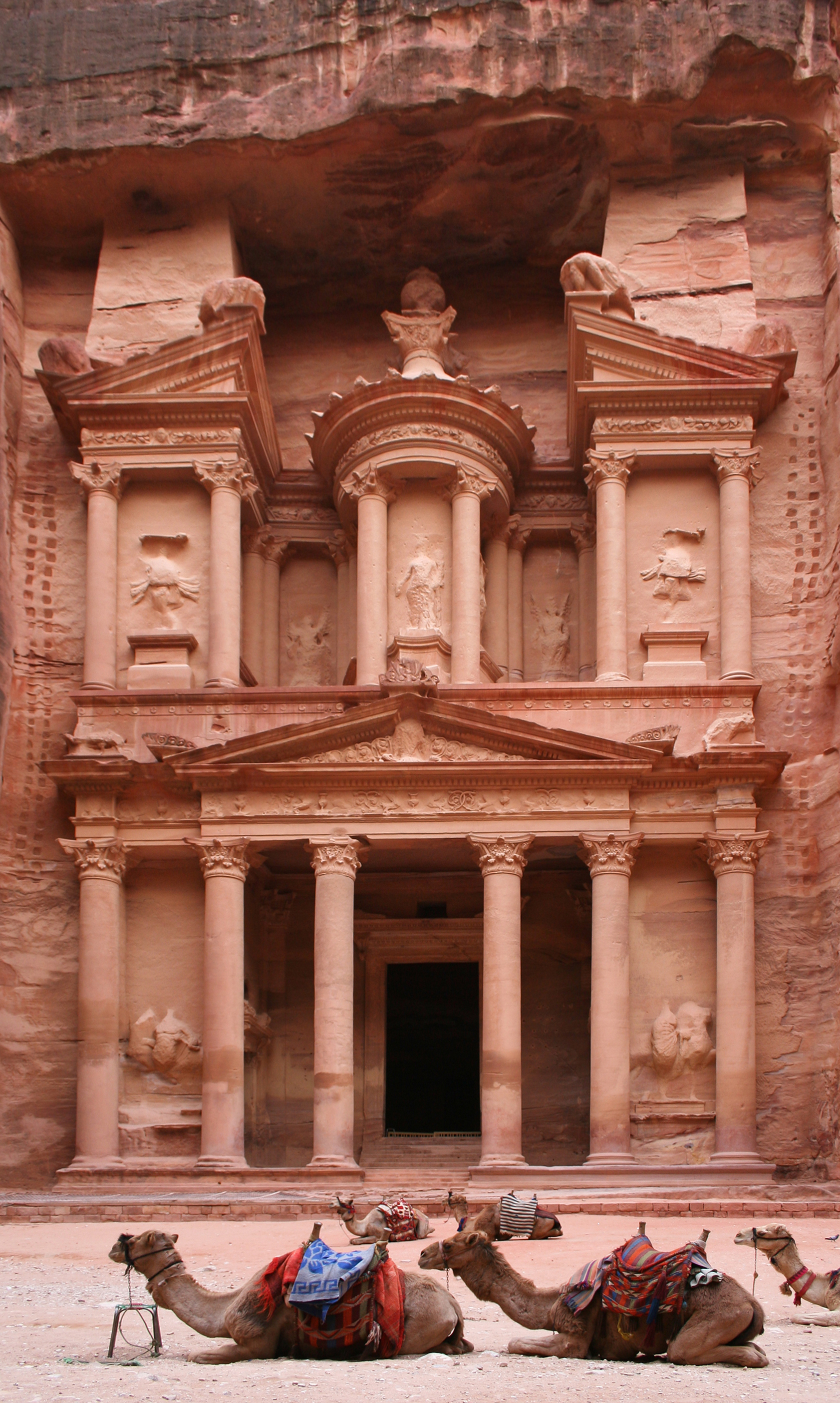
Петра, одне із чудес світу, об'єкт Світової спадщини ЮНЕСКО
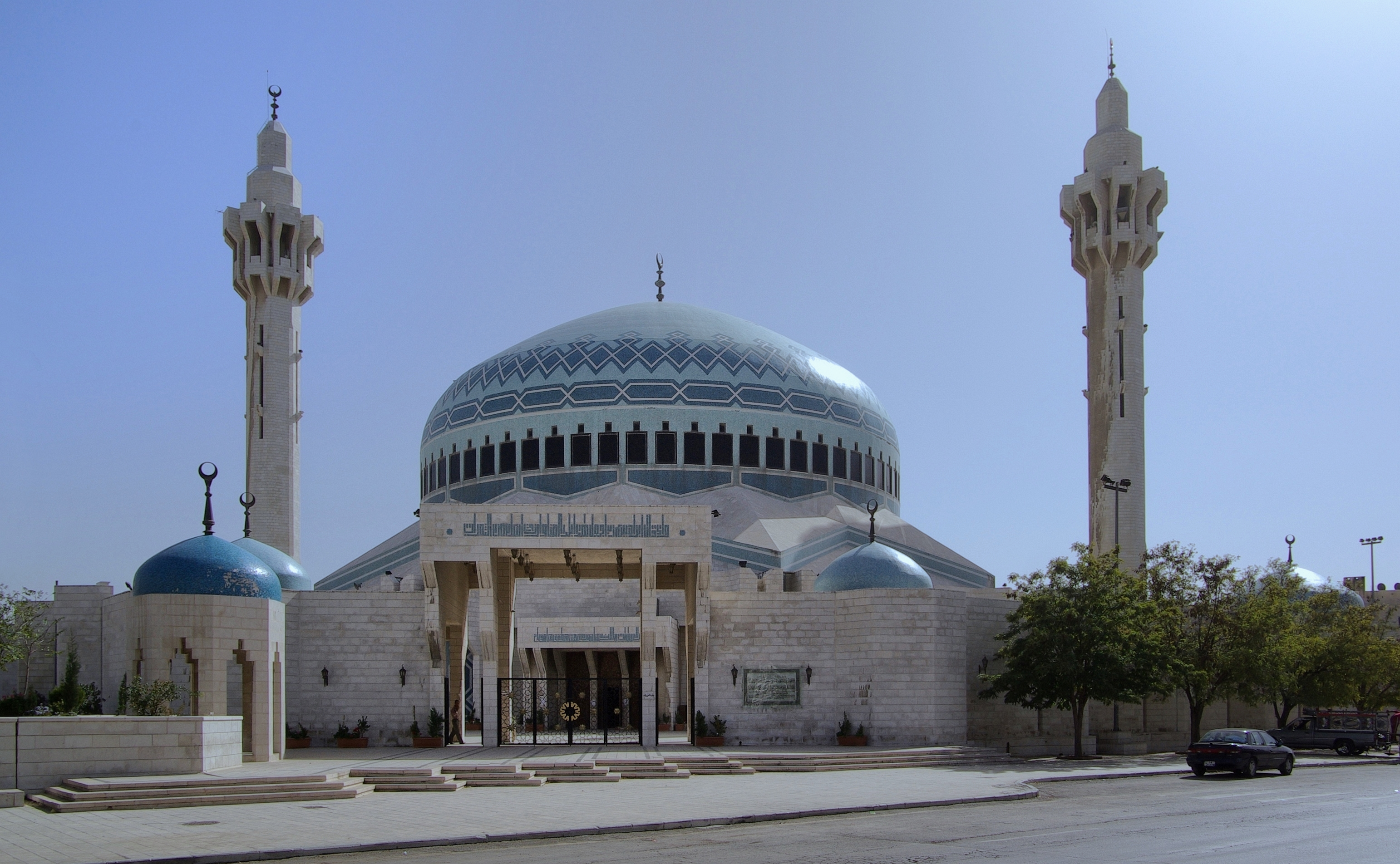
Амман, мечеть Абдалли I
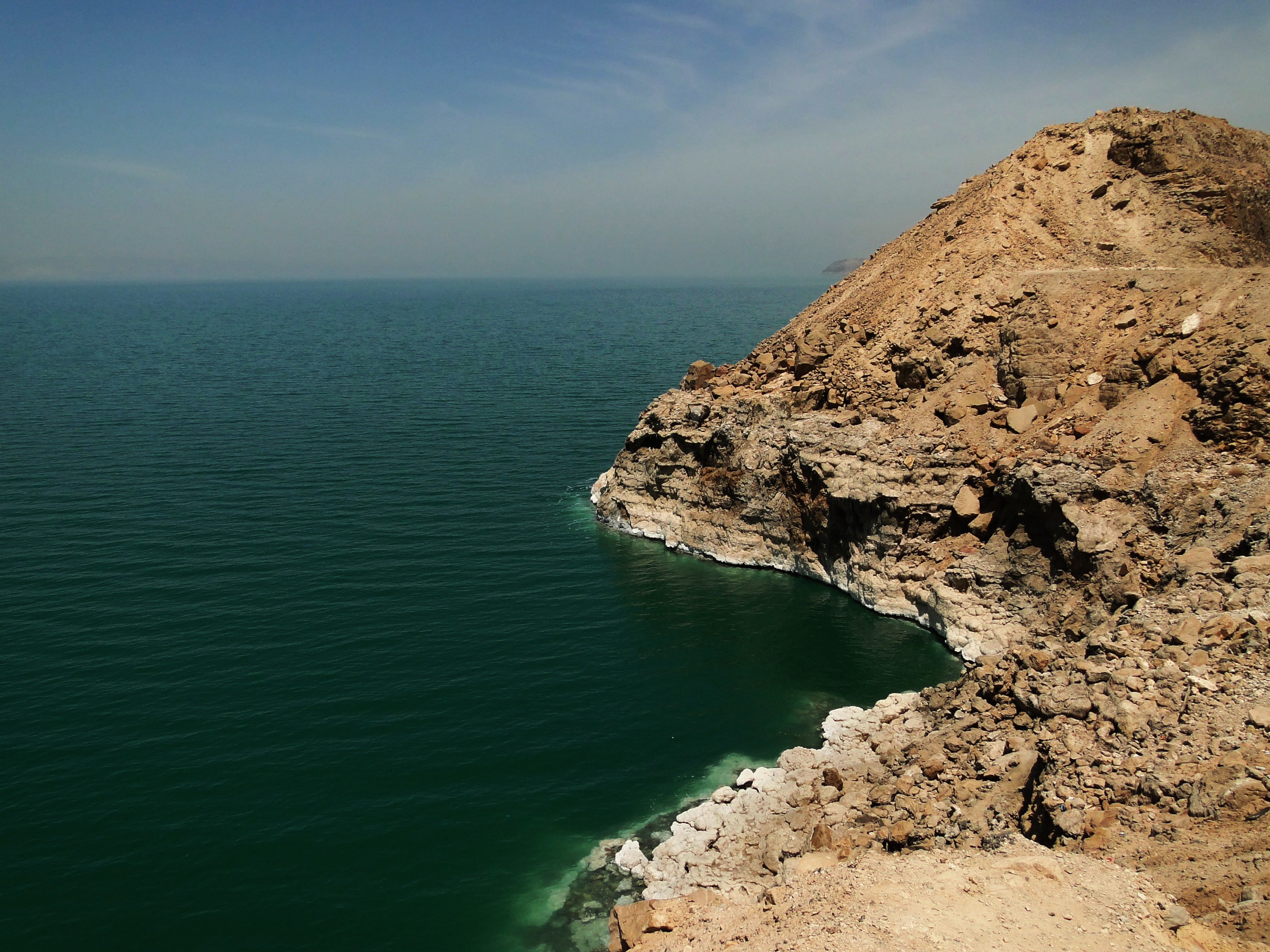
Мертве море

## Адміністративний поділ
Йорданія поділяється на 12 мухафаз (провінцій). Усі, крім Ель-Балка, мають однойменні адміністративні центри. На чолі мухафаз знаходяться губернатори, призначувані королем Йорданії й котрі перебувають у підпорядкуванні міністерства внутрішніх справ. Провінції розділені на 52 районів.

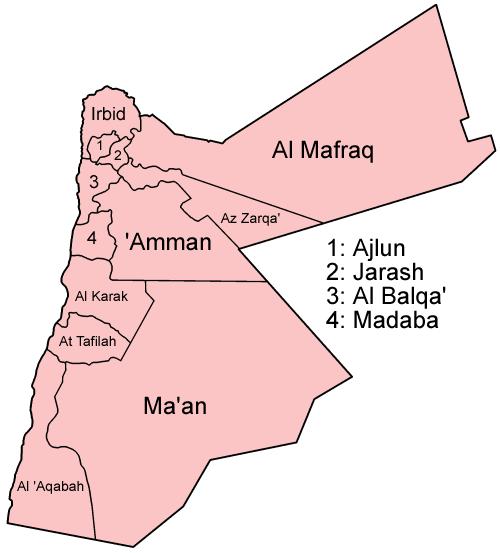
Карта мухафаз Йорданії

| Мухафаза (укр.) | Мухафаза (англ.) | Адміністративний центр | Площа, км² | Населення (2004), осіб |
| --------------- | ---------------- | ---------------------- | ---------- | ---------------------- |
| Аджлун          | Ajlun            | Аджлун                 | 412        | 118 496                |
| Акаба           | Aqaba            | Акаба                  | 6 583      | 101 736                |
| Амман           | Amman            | Амман                  | 8 231      | 1 939 405              |
| Джераш          | Jerash           | Джераш                 | 402        | 153 650                |
| Ірбід           | Irbid            | Ірбід                  | 1 621      | 925 736                |
| Маан            | Ma'an            | Маан                   | 33 163     | 92 672                 |
| Мадаба          | Madaba           | Мадаба                 | 2 008      | 129 792                |
| Ез-Зарка        | Zarqa            | Ез-Зарка               | 4 080      | 774 569                |
| Ель-Балка       | Balqa            | Ес-Салт                | 1 076      | 344 985                |
| Ель-Карак       | Kerak            | Ель-Карак              | 3 217      | 204 135                |
| Ель-Мафрак      | Mafraq           | Ель-Мафрак             | 26 435     | 240 515                |
| Ет-Тафіла       | Tafilah          | Ет-Тафіла              | 2 114      | 75 290                 |

## Культура

### Мистецтво і музеї

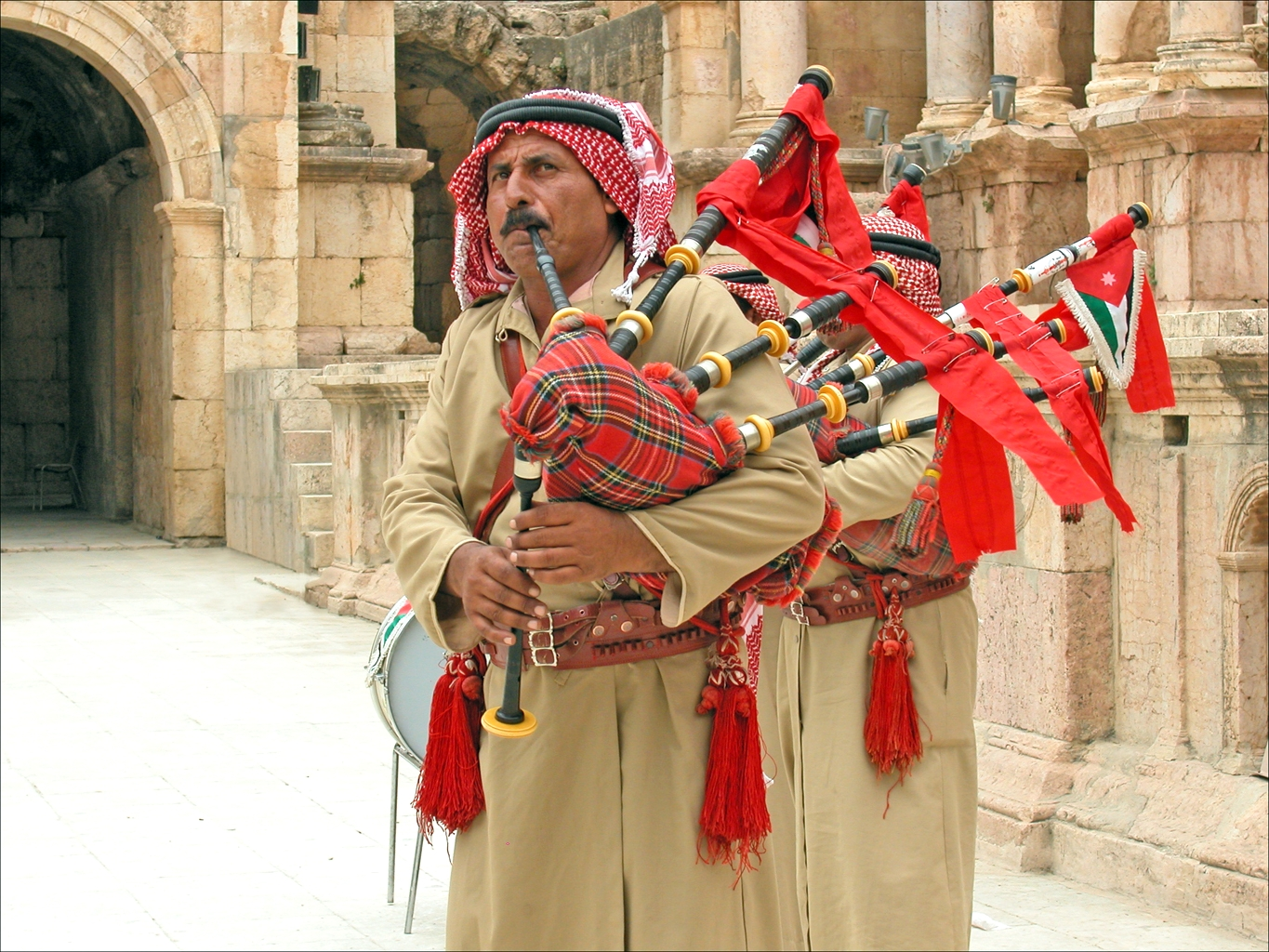
Йорданський фольклорний гурт грає на волинці в Джераші.

Багато установ в Йорданії мають на меті підвищити культурну обізнаність про йорданське мистецтво та представити мистецькі рухи Йорданії в таких сферах, як живопис, скульптура, графіті та фотографія. Мистецька сцена розвивається протягом останніх кількох років, і Йорданія стала притулком для митців з сусідніх країн. У січні 2016 року вперше в історії йорданський фільм під назвою «Тіб» був номінований на здобуття премії «Оскар» в категорії «Найкращий фільм іноземною мовою».
Найбільшим музеєм в Йорданії є Йорданський музей. Він містить значну частину цінних археологічних знахідок в країні, включаючи деякі сувої Мертвого моря, неолітичні вапнякові статуї Айн-Газаль і копію стели Меша. Більшість музеїв в Йорданії розташовані в Аммані, включаючи Дитячий музей Йорданії, Меморіал і музей мучеників і Королівський автомобільний музей. Музеї за межами Аммана включають Археологічний музей Акаби. Йорданська національна галерея образотворчих мистецтв — великий музей сучасного мистецтва, розташований в Аммані.
Нині музика в Йорданії розвивається завдяки появі великої кількості нових гуртів і виконавців, які зараз популярні на Близькому Сході. Такі виконавці, як Омар Аль-Абдаллат, Тоні Каттан, Діана Каразон і Хані Мітвасі, підвищили популярність йорданської музики.[ Фестиваль у Джераші — щорічна музична подія, на якій виступають популярні арабські співаки. Піаніст і композитор Заде Дірані набув широкої міжнародної популярності. Також зростає кількість альтернативних арабських рок-гуртів, які домінують на сцені в арабському світі, серед них: El Morabba3, Autostrad, JadaL, Akher Zapheer і Aziz Maraka.
Йорданія відкрила свій перший підводний військовий музей біля узбережжя Акаби. У музеї представлено кілька одиниць військової техніки, зокрема танки, бронетранспортери та гелікоптер.

### Кухня

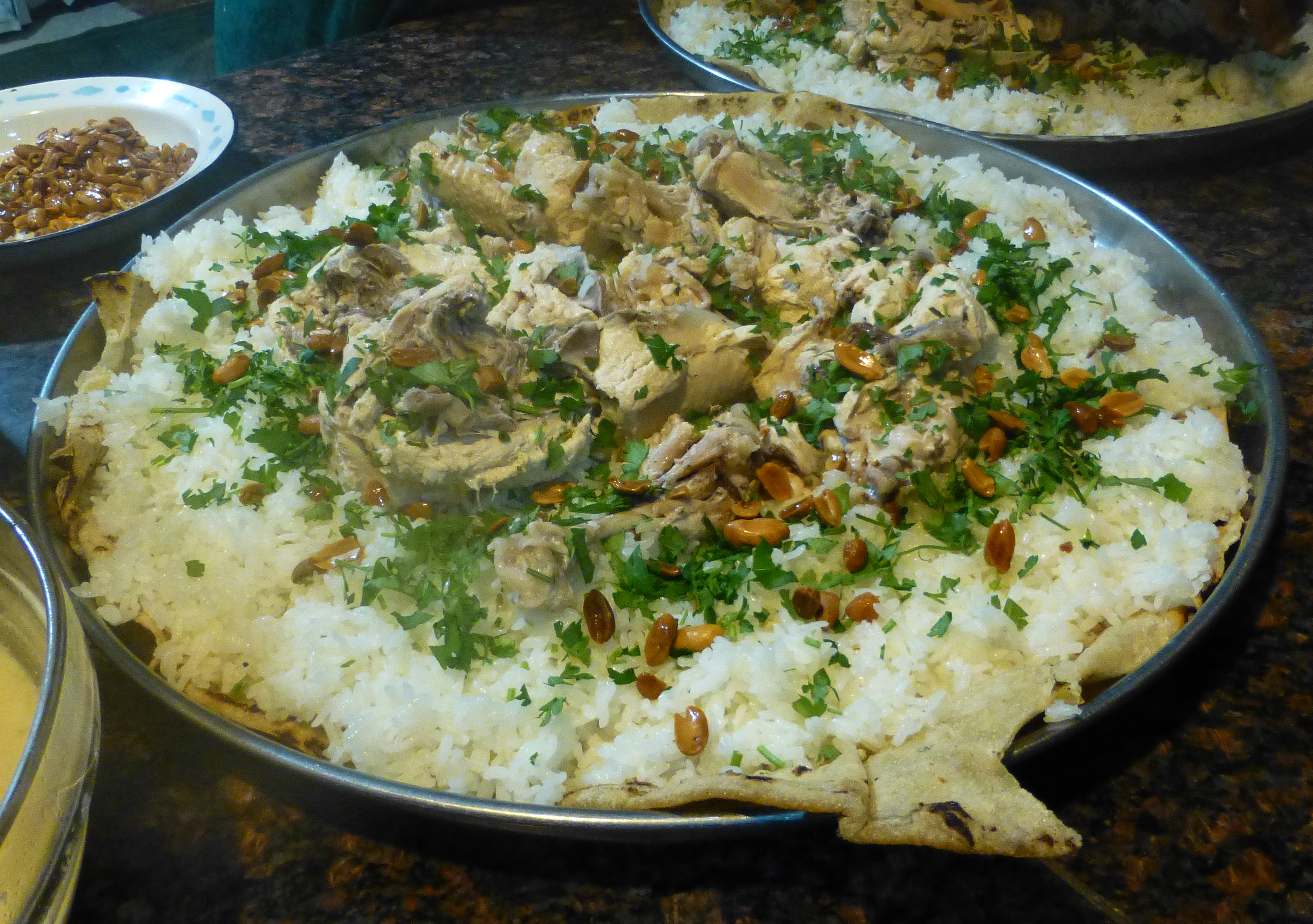
Мансаф, традиційна страва Йорданії, бере свій початок із життя бедуїнів і є символом йорданської гостинності.

Йорданія є восьмим найбільшим виробником оливок у світі, оливкова олія є основною олією для приготування їжі в Йорданії. Поширеною закускою є хумус  - пюре з нуту, змішане з тахіні, лимоном і часником. Фул медамес – ще одна відома закуска. Типова їжа робітників, вона згодом потрапила на столи вищого класу. Типове йорданське мезе часто містить кубба маклію, лабане, баба гануш, табуле, оливки та солоні огірки. До мезе зазвичай додають левантійський алкогольний напій арак, який виготовляється з винограду та анісу і схожий на узо, ракі та пастіс. Також іноді використовують йорданське вино та пиво. Ці ж страви, що подаються без алкогольних напоїв, можуть також називатися арабською мовою «мукаб
білат» (закуски).
Найбільш характерною стравою Йорданії є мансаф, національна страва Йорданії. Ця страва є символом йорданської гостинності, на яку вплинула культура бедуїнів. Мансаф їдять у різних випадках, таких як похорони, весілля та релігійні свята. Він складається з тарілки рису з м'ясом, звареного в густому йогурті, посипаного кедровими горіхами та іноді зеленню. За давньою традицією страву їдять руками, але ця традиція не завжди дотримується. Наприкінці йорданської трапези часто подають прості свіжі фрукти, але є також десерт, наприклад, пахлава, харисе, кнафе, халва та катаєф, страва, яка готується спеціально для Рамадану.  В йорданській кухні пиття кави та чаю зі смаком  нана або мерамійє, є майже ритуалом.

### Спорт
Хоча в Йорданії широко розвинені як командні, так і індивідуальні види спорту, найбільших міжнародних досягнень Королівство досягло в тхеквондо. Кульмінацією стали Олімпійські ігри в Ріо-2016, коли Ахмад Абугауш виграв першу в історії Йорданії медаль будь-якого кольору на Іграх, здобувши золото у ваговій категорії до 67 кг. Відтоді медалі з цього виду спорту продовжують виграватися на світовому та азійському рівнях, і тхеквондо стало улюбленим видом спорту в Королівстві поряд з футболом і баскетболом.
Футбол є найпопулярнішим видом спорту в Йорданії. Національна футбольна збірна вийшла в плей-офф на  Чемпіонат світу з футболу 2014 року в Бразилії, але програла двоматчевий матч проти Уругваю. Раніше вони доходили до чвертьфіналу Кубка Азії АФК у 2004 та 2011 роках, а в 2023 році програли у фіналі Катару.
Йорданія має сильну політику щодо інклюзивного спорту та вкладає значні кошти у заохочення дівчат та жінок до участі у всіх видах спорту.  Жіноча футбольна команда набирає визнання, і в березні 2016 року посіла 58 місце у світі. У 2016 році Йорданія приймала чемпіонат світу з футболу серед жінок U-17, у якому взяли участь 16 команд, що представляли шість континентів. Турнір проходив на чотирьох стадіонах у трьох йорданських містах Амман, Зарка та Ірбід. Це був перший жіночий спортивний турнір на Близькому Сході.
Баскетбол — ще один вид спорту, у якому Йорданія продовжує демонструвати високі результати, пройшовши кваліфікацію на чемпіонат світу з баскетболу ФІЬА 2010,  а нещодавно вийшовши на чемпіонату світу 2019 у Китаї. Йорданія була за крок від потрапляння на Олімпійські ігри 2012 року після того, як у фіналі Кубку Азії 2010 року програла Китаю з мінімальним рахунком 70-69 і замість цього задовольнилася сріблом. Збірна Йорданії з баскетболу бере участь у різноманітних міжнародних та близькосхідних турнірах. До місцевих баскетбольних команд належать: Аль-Ортодоксі Клуб, Аль-Ріяді, Зейн, Аль-Хусейн та Аль-Джазіра.
Також популярні бокс, карате, кікбоксинг, муай-тай, джиу-джитсу. Менш поширені види спорту також набувають популярності. Зростає популярність регбі, союз регбі визнаний Олімпійським комітетом Йорданії, який керує трьома національними збірними. Хоча їзда на велосипеді не поширена в Йорданії, цей вид спорту розвивається як стиль життя і новий спосіб подорожей, особливо серед молоді. У 2014 році неурядова організація «Зроби життя скейтбордингом» завершила будівництво скейт-парку 7Hills, першого скейт-парку в країні, розташованого в центрі Аммана.